# Cypress Provincial Park
Der Cypress Provincial Park ist ein 3012 Hektar großer Provincial Park in der kanadischen Provinz British Columbia. Der Park besteht aus zwei Teilen, einem größeren, südlichen Parkteil und dem nördlich gelegenen, etwa 900 Hektar großen Gebiet entlang des Howe Sound Crest Trail. Der Park liegt etwa 8 Kilometer nördlich von West Vancouver, im Greater Vancouver Regional District. Von Vancouver aus ist der Park über den Highway 1 (Trans-Canada-Highway) zu erreichen.
Der Park, bzw. ein Teil seiner Fläche, ist Bestandteil des im September 2021 neu eingerichteten Biosphärenreservat Atl'ka7tsme/Howe Sound, einem UNESCO-Biosphärenreservat.
Mit 1.985.865 Besuchern (Personentagen) in der Saison 2023/2024, die von April bis März geht, ist er der am meisten besuchten Park der Provinz. Er hat dabei deutlich mehr Besucher als der zweit- und der dritthäufigste besuchte Park, der E.C. Manning Provincial Park mit 1.186.973 Besuchern und der Rathtrevor Beach Provincial Park mit 1.095.681 Besuchern.

## Anlage
Der Park liegt nördlich von West Vancouver in den westlichen North Shore Mountains. Die höchsten Erhebungen sind der 1454 m hohe Mount Strachan, der 1217 m hohe Black Mountain und der 1325 m hohe Hollyburn Mountain. Im südlichen Parkteil liegen mit dem Blue Gentain Lake, First Lake, Yew Lake und West Lake mehrere Bergseen. Der nördliche Parkteil mit dem Howe Sound Crest Trail umfasst einen schmalen Streifen entlang des Trails. Der Howe Sound Crest Trail ist ein fast 30 Kilometer langer Wanderweg, der von Cypress Bowl nordwärts über die North Shore Mountains zum Howe Sound führt. Er führt entlang der Lions Peak, die mit zu den markantesten Bergen über Vancouver gehören, und entlang des 1788 m hohen Brunswick Mountain und des Deeks Lake und endet nahe dem Porteau Cove Provincial Park. Der Trail ist nur im Sommer von Mitte Juli bis Mitte Oktober begehbar, weil mehrere Abschnitte lawinengefährdet sind. Der höchste Punkt des Trail ist die 1542 m hohe Unnecessary Ridge bei den Lions Peak.

Bei dem Park handelt es sich um ein Schutzgebiet der Kategorie II (Nationalpark).

## Geschichte
Das Gebiet um den Hollyburn Mountain dient schon seit Beginn des 20. Jahrhunderts als Erholungsgebiet. Das erste Ski-Gebiet wurde hier bereits in den 1920er Jahren errichtet. 1926 wurde die bis heute bestehende Hollyburn Lodge errichtet. Das Cypress Bowl genannte Gebiet wurde 1944 als Park Reserve eingestuft. Ab den frühen 1960er Jahren wurde das Gebiet als Naherholungsgebiet durch die Provinzregierung weiter ausgebaut. Leider wurde hierbei das Gebiet zwischen dem Black und dem Strachan Mountain gerodet, um Platz für das privat betriebene Skigebiet Cypress Mountain zu schaffen, bis mit der Schaffung des Provincial Parks 1975 weitere Rodungen untersagt wurden. 1982 wurde der Park durch den nördlichen Abschnitt mit dem Howe Sound Crest Trail erweitert.
Die Snowboard- und Freestyle-Wettkämpfe der Olympischen Winterspiele 2010 wurden im Skigebiet Cypress Mountain abgehalten.
Der Provincial Park verfügt mit den Friends of Cypress Provincial Park (FCPP) über einen eingetragenen Förderverein. Ziel des 1990 gegründeten Vereins ist der Schutz der natürlichen Umwelt des Parks.

## Flora und Fauna
In den Coast Mountains gelegen, ist die im Park vorherrschende Klimazone die des gemäßigten Regenwaldes. Mit dem Biogeoclimatic Ecological Classification (BEC) Zoning System wird das Ökosystem von British Columbia in verschiedene biogeoklimatische Zonen eingeteilt. Biogeoklimatische Zonen zeichnen sich durch ein grundsätzlich identisches oder sehr ähnliches Klima sowie gleiche oder sehr ähnliche biologische und geologische Voraussetzungen aus. Daraus resultiert in den jeweiligen Zonen dann grundsätzlich auch ein sehr ähnlicher Bestand an Pflanzen und Tieren. Innerhalb dieser Systematik wird das Parkgebiet in den niedrigeren Höhenlagen der Coastal Western Hemlock Zone sowie der Coastal Douglas-fir Zone zugeordnet. Die höher gelegenen Gebiete, ab etwa 900 m Höhe, des Parks werden der Mountain Hemlock Zone zugeordnet.
In den unteren Lagen ist der Park mit Küstenregenwald aus Douglasien bewachsen, der in höheren Lagen mit Westamerikanischen Hemlocktannen durchsetzt ist. Diese Zonen wurden vor Gründung des Parks teilweise gerodet. Ab einer Höhe von 800 m – 940 m bis in die höchsten Parkgebiete in etwa 1300 m Höhe geht der Wald in einen Bergwald mit Purpur-Tannen, Berg-Hemlocktannen und den für den Park namensgebenden Nootka-Scheinzypressen über. Trotz der Rodungen im 20. Jahrhundert befinden sich noch einige wohl über 1000 Jahre alten Bäume dieser Art im Parkgebiet. Der üppige Unterwuchs besteht aus Farnen, Heidelbeeren und Heidekraut.
Eine Vielzahl von großen und kleinen Säugetieren sowie 113 Vogelarten kommen im Park vor. Von der Zufahrtsstraße kann man schon oft Kojoten, Schwarzbären und Maultierhirsche sehen.

## Aktivitäten
Die Vielfalt der natürlichen Umgebung mit ihrem Urwald und den vielfältigen Freizeitmöglichkeiten machen Cypress Provincial Park zu einem ganzjährigen Naherholungsgebiet. Eine Straße führt bis auf eine Höhe von 300 Metern in den Park. Der Park bietet Wanderwege und Aussichtspunkte, die bei klaren Wetter spektakuläre Ausblicke über Vancouver bis zum Mount Baker und über die Georgia Strait ermöglichen. Durch den südlichen Parkteil verläuft ein Abschnitt des 18.078 Kilometer langen Trans Canada Trails sowie des Baden-Powell-Trails, ein insgesamt 42 Kilometer langer Wanderweg im Norden Vancouvers der später auch den „Lynn Canyon“ und die Lynn Canyon Suspension Bridge passiert. Auf rustikalen Zeltplätzen können Wanderer campen. Außerdem gibt es seit 2005 einen mit Liften erreichbaren Mountain-Bikepark. Im Winter gibt es im privat betriebenen Skigebiet Cypress Mountain sowie im südlichen Parkgebiet zahlreiche Skipisten und andere Wintersportmöglichkeiten.